# Starshiná
Starshiná, o Starshyna (en ruso: старшина́; en ucraniano: старши́на; de старший, starshi, "veterano"), inicialmente era un rango de oficialidad cosaco, pero en el periodo soviético era usado para designar al suboficial de más rango.
Entre los cosacos y en Ucrania, starshyna era un nombre colectivo para categorías de oficiales o para una élite militar; el molodsha starshyna o starshyna joven (en ucraniano: Молодша старшина), el generalna starshyna o starshyna general (en ucraniano: Генеральна старшина), el  viskova starshyna o starshyna militar (en ucraniano: Військова старшина) o el pidstarshyna o substarshyna (en ucraniano: Підстаршина). Tiempo después de la rebelión de Jmelnytsky, el término fue asociado con la nobleza que derivaba de la oficialidad y designada a los hetman en el siglo XVII. Algunos miembros de este estamento protagonizarían revueltas tanto contra el hetman como contra el zar en esos años, que contribuirían a los cambios fronterizos de Ucrania con Rusia, el Imperio otomano y Polonia.
En el Zarato ruso y más tarde en el Imperio ruso de entre el siglo XVII y el XX, un volostnói starshiná era el director de un vólost (unidad administrativa rura). Está a cargo de la recaudación de impuestos, de la resolución de conflictos dentro de la óbshchina, la distribución del uso de las tierras comunales, la leva de reclutas para el servicio militar, etc.
El rango de voiskovói starshiná (en ruso: Войсковой старшина - "Starshiná de la Hueste (Voisko)") fue introducido en 1826 como equivalente al de teniente coronel en la caballería cosaca.
En el Ejército Soviético, un starshiná era el suboficial de más alto rango entre los reclutados para el servicio militar hasta que fue reintreoducido el rango superior de práporschik en 1972. En la Armada Soviética fue introducido en 1942 como un rango de contramaestre o sargento, cada marinero alistado de un rango mayor al de Matrós (marinero) de 1ª clase es un starshiná con diferente rango.
El starshiná como rango de alistados todavía se usa en el escalafón militar de la Federación de Rusia y Ucrania.

Insignia de Starshiná de Barco Jefe de la Armada Soviética.
Insignia de rango de Starshiná Jefe de la Armada Soviética.
Starshiná de 1ª clase.
Starshiná de 2ª clase.
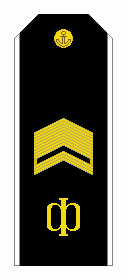
Starshiná de Barco Jefe de la Armada de Rusia.
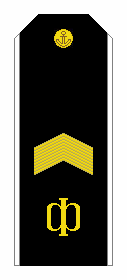
Insignia de rango de Starshiná Jefe de la Armada Rusa.
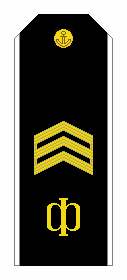
Starshiná de 1ª clase.
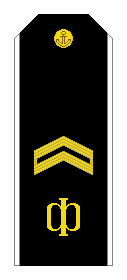
Starshiná de 2ª clase.
Insignia de Starshiná del Ejército Soviético.
Insignia de Starshiná del Ejército de Rusia.
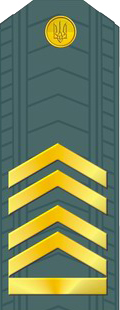
Insignia de Starshyna del Ejército de Ucrania.